# Ökologieorientiertes Value Management
Ökologieorientiertes Value Management basiert auf der DIN EN 12973 Value Management (Wertanalyse).
Bei der Bestimmung des Produktwertes für den Kunden beschreibt es den Übergang von einem reinen Produktdenken hin zu einem funktionsbezogenen Denken unter Einbeziehung einer Ökologieorientierung. Der Begriff Ökologieorientierung leitet sich dabei aus der DIN ISO 14001 ab.

## Wertbegriff
Durch den sich abzeichnenden Klimawandel und ein zunehmendes Umweltbewusstsein der Kunden (Stakeholder) ist die Ökologieorientierung ein zentrales Thema für die Unternehmensführung geworden. Die Schaffung und der Erhalt langfristiger Wettbewerbsvorteile durch eine ökologische Ausrichtung der Unternehmensstrategie wird zu einer Schlüsselkompetenz für die Unternehmen.
Kunden entwickeln ein immer stärker werdendes Bedürfnis für ökologische Produkte, deren individuellen Nutzen sich für sie in dem Wert des Produktes ausdrückt.
Wie der Kunde über den Wert eines Produktes oder einer Dienstleistung denkt, ist in der DIN EN 12973 als die „Beziehung zwischen der Befriedigung von Bedürfnissen und den Ressourcen, die für diese Befriedigung zum Einsatz kommen“ (DIN EN 12973, S. 12), definiert.
Wert = Bedürfnisbefriedigung ÷ Ressourcen
Die Bedürfnisbefriedigung muss hierbei nicht ausdrücklich in dem Besitz der Produkte liegen, sondern vielmehr in der Erfüllung funktioneller Erfordernisse.

## Funktionenanalyse
Der Fokus der Unternehmensführung verschiebt sich von der reinen Produkt- oder Dienstleistungsbetrachtung hin zu einer Betrachtung der Funktionen, die Produkte erfüllen. 
Der Begriff der Funktion ist standardisiert und kann durch die Unternehmensleitung ebenfalls in der DIN EN12973 (S. 14) nachgelesen werden. Diese definiert die Funktion als die „Wirkung eines Produktes oder eines seiner Bestandteile“. 
Um diese Funktion zu bestimmen, steht dem Unternehmen das Instrument der Funktionenanalyse zur Verfügung. Bei diesem werden in einem ersten Schritt die Anforderungen an das Produkt- und Dienstleistungsportfolio der Unternehmung in Haupt- und Nebenfunktionen untergliedert. Bei der Untersuchung dieser Funktionen sollte die Möglichkeit in Betracht gezogen werden, dass sich eine Nebenfunktion für den Kunden während des Produktlebenszyklus zu einer Hauptfunktion entwickeln kann. Die Bedeutung der Haupt- und Nebenfunktion für den Kunden muss im zweiten Schritt ermittelt werden. Im anschließenden letzten Schritt müssen Mittel zur Zielerreichung gefunden werden.
Die Funktionenanalyse besteht somit im Erkennen (bzw. Identifizierung) von Funktionen, ihrer Validierung mit Hilfe klarer logischer Elemente und ihrer Charakterisierung (Vgl. DIN EN 12973, S. 26).

## Ökologieorientierte Umsetzung
Bei der Umsetzung der Funktionsorientierung im Zuge der betrieblichen Leistungserstellung ergeben sich für das Unternehmen, vor allem mit Blick auf ein ökologieorientiertes Management, drei Alternativen der Realisierung:
1. Beschränkung oder Verzicht auf eine oder mehrere Funktionen durch den Kunden
2. Ökologieorientierte Produktion durch das Unternehmen
3. Ökologieorientierte Produkt- / Dienstleistungskombination

Die Dienstleistung rückt in den Mittelpunkt.
Infolge des funktionsbezogenen Denkens findet eine Neuorientierung hin zum Produktnutzen statt, welcher in einer optimalen Produkt-/Dienstleistungskombination liegt.
Durch die Einbeziehung der Dienstleistung entsteht ein Mehrwert für die Kunden, den diese entsprechend honorieren. Dieser Mehrwert kann in einer finanziellen Einsparung liegen, aber auch dem Ökologiebewusstsein des Kunden entsprechen. So genannte Öko-Dienstleistungen können das Leasing, das Produktsharing und das Systemangebot darstellen. 
Zusammengefasst ist die Funktionenanalyse ein wesentliches Instrument zur Quantifizierung des Wertes für den Kunden und stellt damit auf allen strategischen oder technischen Ebenen das Herzstück des Value Management-Ansatzes dar.